# Seveřan
Seveřan (v anglickém originále The Northman) je koprodukční blockbusterový film o vikingské mytologii natočený režisérem Robertem Eggersem.

## Příběh
Amleth byl synem vikingského krále a jeho ženy Gudrún. Po násilném vpádu proradného bratra musel v mladém věku uprchnout. Zařekl se ovšem, že se vrátí a brutální smrt svého otce pomstí.

## Obsazení
| Alexander Skarsgård     | Amleth             |
| Anya Taylor-Joy         | Olga               |
| Nicole Kidman           | Královna Gudrún    |
| Willem Dafoe            | Blázen Heimir      |
| Claes Bang              | Fjölnir            |
| Ethan Hawke             | Král Horwendil     |
| Hafþór Júlíus Björnsson | Thorfinnr          |
| Olwen Fouéré            | Ashildur Hofgythja |

## Produkce
Námět filmu napsal Robert Eggers napsal společně se svým bratrem. Natáčení probíhalo od srpna do dubna 2020 v Severním Irsku a na Islandu.

## Kritika
Film měl premiéru ve stockholmském kině Rigoletto Cinema 28. března 2022.
Film získal řadu pozitivních recenzí, zejména díky své výpravě a temné stylizaci.
Snímek je vzhledem k vysokému rozpočtu (80 milionů dolarů) a nízkým tržbám (59 milionů dolarů) vnímán jako kasovní propadák.